# Vendel (Zweden)
Vendel is een parochie in de Zweedse provincie Uppland. Het dorp kijkt uit over een lang stuk water in het binnenland, Vendelsjön, waar de rivier de Vendel samenvloeit met de rivier de Fyrisån. De kerk werd opgericht in 1310. Vendel is de locatie van een oud koninklijk landgoed, onderdeel van Uppsala öd, een netwerk van koninklijke landgoederen bedoeld om inkomsten te genereren voor de middeleeuwse Zweedse koningen. 
Naar Vendel is een periode in de Scandinavische ijzertijd vernoemd (de Vendeltijd) en aan de overeenkomstige stijl in de kunst van die tijd (de Vendelstijl).  

## Begraafplaats
In 1881 tot 1883 zijn bij verschillende opgravingen door Hjalmar Stolpe 14 graven gevonden in en net voorbij de zuidoosthoek van het kerkhof. Een aantal van de begrafenissen bevonden zich in boten tot 9 meter lang en waren rijkelijk voorzien van wapens (waaronder zwaarden), helmen, ketels en kettingen, kralen, schilden, gereedschappen en meer. 
De helmen uit Graven 1, 12 en 14 zijn vergelijkbaar met de helm uit de vroege 7e-eeuwse scheepsgraf in Sutton Hoo, Suffolk, Engeland, met gestanste platen met afbeeldingen van krijgers. Het schild van Graf 12 in Vendel heeft een gestempelde metalen stripbevestiging die is gestanst met een vergelijkbaar stuk van het schild van Sutton Hoo. De Vendel-boten werden geïdentificeerd door de aanwezigheid van vele scheepsklonken en waren vergezeld van talrijke dierenoffers (voornamelijk paarden) binnen de graven. Een later graf (Graf 3) bevatte een belangrijke set teugels voor een paard. Deze graven stammen uit de late 6e tot 8e eeuw. 
Bij Husby in de buurt van Vendel is er een grote grafheuvel genaamd Ottarshögen waar volgens de lokale traditie de legendarische Zweedse koning Óttarr vendilkráka ligt begraven, die wordt geassocieerd met de persoon met dezelfde naam uit het heldendicht Beowulf. Een opgraving in 1917 onthulde de overblijfselen van een machtige man die aan het begin van de 6e eeuw, de tijd waarin Óttarr leefde, werd begraven. Andere graven van vergelijkbare datum, geassocieerd met de familie van Óttarr, zijn in Gamla Uppsala.
Er is vaak gesuggereerd dat de Germaanse Vandalen, of in ieder geval hun koningen of heersers, verbonden waren met de plaats. Hierin wordt een link gelegd met de naam van Valsgärde, een plaats in dezelfde regio. De gelijkenissen met het 27 meter lange grafschip in Sutton Hoo laten een directe verbinding zien tussen de wapensmeden die werk produceren op de twee locaties, een verbinding die centraal staat in het begrip van beide. De begrafenis van Sutton Hoo wordt vaak geassocieerd met koning Raedwald van East Anglia (regeerde ca. 599-624), die in zijn latere regeerperiode (ca. 616-624) de machtigste was onder de heersers van de Engelse koninkrijken.